# Anthriscus lamprocarpa
Anthriscus lamprocarpa är en flockblommig växtart som beskrevs av Pierre Edmond Boissier. Anthriscus lamprocarpa ingår i släktet småkörvlar, och familjen flockblommiga växter. Inga underarter finns listade i Catalogue of Life.